# Kościół Najświętszej Maryi Panny Niepokalanie Poczętej w Strzałkowie
Kościół Najświętszej Maryi Panny Niepokalanie Poczętej – rzymskokatolicki kościół parafialny należący do parafii pod tym samym wezwaniem (dekanat Koźminek diecezji kaliskiej).
Jest to świątynia wzniesiona w 1754 roku. Ufundowana została przez Ignacego Zarembę starościca prośniatyńskiego i księdza Jana Brańskiego. W latach 1882–85 była remontowana z dobudowaniem kruchty i przemalowaniem wnętrza. W latach 1968–69 została gruntownie odnowiona przez mistrza ciesielskiego Aleksego Zielińskiego. W 1973 roku wnętrze zostało wymalowane przez Henryka Domurata. W latach 1992 i 2007 była remontowana.
Budowla jest drewniana, jednonawowa, posiada konstrukcję  zrębową. Świątynia jest  orientowana. Składa się z mniejszego prezbiterium w stosunku do nawy, zamkniętego trójbocznie z boczną zakrystią z lożą kolatorską umieszczoną na piętrze. Z przodu nawy umieszczona jest kruchta. Świątynię nakrywa dach dwukalenicowy, pokryty gontem, na dachu znajduje się sześciokątna wieżyczka na sygnaturkę. Jest ona zwieńczona barokowym blaszanym dachem hełmowym z  latarnią  i krzyżem. Wnętrze nakryte jest pozornym  sklepieniem kolebkowym. Chór muzyczny jest podparty dwoma słupami, posiada falistą linię parapetu i znajduje się na nim późnobarokowy prospekt organowy z 2 połowy XVIII wieku. Belka tęczowa jest ozdobiona barokowym krucyfiksem. Podłoga została wykonana z desek. Polichromia wykonana na sklepieniu prezbiterium posiada kształt medalionu i ozdobnego pasu ornamentalnego w formie gzymsu wzdłuż ścian. Ołtarz główny i dwa ołtarze boczne, ambona i chrzcielnica (w formie kielicha) reprezentują styl późnobarokowy i pochodzą z 2 połowy XVIII wieku. Obrazy zostały namalowane w 2 połowie XIX wieku przez Bartelmana i znajdują się w ołtarzach bocznych.